# NGC 3928
NGC 3928 je spiralna galaktika u zviježđu Velikom medvjedu.  

## Vanjske poveznice
- (eng.) SEDS: NGC 3928
- (eng.) Revidirani Novi opći katalog
- (eng.) Izvangalaktička baza podataka NASA-e i IPAC-a
- (eng.) Astronomska baza podataka SIMBAD
- (eng.) VizieR